# Telugu (taal)
Het Telugu (తెలుగు) is de officiële taal van de Indiase deelstaten Andhra Pradesh en Telangana en de moedertaal van de gelijknamige Telugu. De taal wordt door 81.127.740 Indiërs als eerste taal gesproken en staat daarmee op de 11e plaats van de ranglijst van talen met de grootste sprekersgemeenschappen op de wereld. Ongeveer 6,7% van de Indiase bevolking spreekt het Telugu als moedertaal (volgens de volkstelling van 2011). Door 13 miljoen mensen wordt het Telugu als tweede taal gesproken, wat betekent dat ongeveer 7,8% van de Indiase bevolking het Telugu als eerste en tweede taal spreekt.
Het Telugu behoort tot de Dravidische taalgroep en heeft een eigen schrift, dat grotendeels op lettergrepen gebaseerd is en van links naar rechts wordt geschreven.

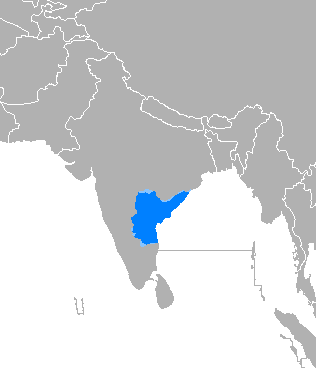
Telugu wordt gesproken in Andhra Pradesh en Telangana

Het Telugu wordt vooral gesproken in Andhra Pradesh en Telangana. In deze staten bedraagt het aantal moedertaalsprekers 89,38% respectievelijk 75,37% van de totale bevolking. De districten met het hoogste percentage moedertaalsprekers zijn Konaseema (99,11%), Anakapalli (98,87%), Vizianagaram (98,76%), West-Godavari (98,67%) en Kakinada (98,41%) - allemaal gelegen in de staat Andhra Pradesh.

## Media
- Sakshi is een Telugu-dagblad uit Andhra Pradesh.
- Suryaa, een Telugu-dagblad, dat uitkomt in Andhra Pradesh en Telangana.
- Telangana Kalam, een Telugu-dagblad in deelstaten Andhra Pradesh en Telangana, gevestigd in Haiderabad.
- Vaartha (Nederlands: Nieuws) is een Telugu-dagblad, uitgebracht sinds 1996